# Malaysias herrlandslag i innebandy
Malaysias herrlandslag i innebandy representerar Malaysia i innebandy på herrsidan.

## Historik
Laget spelade sin första landskamp under världsmästerskapet 2002 i Finland, då man förlorade med 0-3 mot Singapore.

### Fotnoter
1. ↑  ”International Floorball Federation”. http://www.floorball.org/default.asp?kieli=826&sivu=80&alasivu=80. Läst 22 augusti 2011.